# Kwasi Wiredu
Kwasi Wiredu, ganski filozof, * 3. oktober 1931, Kumasi, Gana, † 6. januar 2022, Združene države Amerike. 
Znan je bil predvsem po konceptualni dekolonizaciji afriške misli. 

## Življenje in kariera
Od leta 1948 do 1952 je hodil na fakulteto Adisadel.  S filozofijo se je prvič srečal zelo zgodaj v življenju. Leta 1952 je bil sprejet na Univerzo v Gani, v Legonu. Po diplomi leta 1958 je odšel na Univerzo v Oxfordu. 
Na Univerzi v Oxfordu so Wireduja poučevali Gilbert Ryle (mentor njegove diplomske naloge), Peter Strawson (njegov mentor na fakulteti) in Stuart Hampshire. Wiredu je diplomsko nalogo napisal na temo “Knowledge, Truth and Reason” ("Znanje, resnica in razum "). Po diplomi leta 1960 je bil leto dni zaposlen kot učitelj na Univerzi North Staffordshire. Takrat se je mnogo učenjakov ukvarjalo s filozofijo jezika. Wiredu bi moral slediti trendu, vendar ga je zavrnil, da bi ga klasificirali zgolj kot analitičnega filozofa, in se je raje ukvarjal z »genetsko metodologijo«, ki jo je razvil John Dewey, ameriški pragmatik. Wiredu je začel objavljati razmeroma pozno, a je bil vse od začetka izredno plodovit. Od zgodnjih in do sredine sedemdesetih let dvajsetega stoletja je v uglednih mednarodnih revijah pogosto objavljal do šest pomembnejših člankov na leto o temah, ki so segale od logike do epistemologije do afriških miselnih sistemov. Od leta 1987 do upokojitve je poučeval na Univerzi Južne Floride v Tampi.

## Filozofska dela
Dekolonizacija je v vseh prej koloniziranih regijah sveta še vedno velikega akademskega pomena. Wiredujeva teorija konceptualne dekolonizacije opredeljuje njegov odnos in poteze do sodobne afriške misli. To je tudi vpogled, ki je posledica dolgoletnega poglabljanja v britansko analitično filozofijo. Wiredu ni začel razmišljati o naravi, legitimnih ciljih in možnih usmeritvah sodobne afriške misli zaradi posebnega zavedanja travme ali nasilja kolonializma ali imperializma, temveč zaradi soočenja z dilemo modernosti s strani razmišljujoče (post)kolonialne afriške zavesti. Ta dialektični izvor je mogoče primerjati z izvorom njegovih sodobnikov, kot sta Paulin Hountondji in V. Y. Mudimbe.   
”Neredko lahko slišimo trditev, da so Afričani bolj nagnjeni h konkretnemu kot pa k abstraktnemu razmišljanju. S sorodnimi oznakami se velikokrat opisuje tudi afriško misel; tako naj bi bila le-ta po značaju bolj praktična kot pa teoretična, po usmeritvi pa prej empirična kot metafizična.”  
(vir: Empirikalizem: moderna filozofska misel, str. 187)
Wiredu se je zavzemal za razumevanje afriških konceptov osebe in uma, ki jih obravnava kot resnično filozofske ideje in alternative zahodnim idejam, ne pa kot antropološke zanimivosti. Hkrati je afriške filozofe pozval, naj uporabijo tovrstne vire avtohtone filozofije, da zagotovijo sredstva za reševanje problemov s pojmi v zahodni tradiciji in v sami tehnični filozofiji. Vendar je delo vedno razumel kot del skupnega intelektualnega projekta in ne zgolj kot odziv na konvencionalno filozofijo. S kritično analizo je želel izboljšati afriško filozofsko mišljenje in ohraniti dragocene dele afriške dediščine. Ta projekt je poimenoval »konceptualna dekolonizacija«, z njim je želel izpostaviti vidike zahodne filozofske tradicije, ki so bili sami po sebi etnocentrični in so v afriškem kontekstu predstavljali nekoristne dogme, hkrati pa je afriško mišljenje naredil bolj racionalno in ga osvobodil njegovih škodljivih elementov.   
Eden od Wiredujevih pomislekov pri opredelitvi "afriške filozofije" je bil ohranjanje kolonializirane afriške filozofije v ločeni kategoriji od predkolonizirane Afrike. Wiredu meni, da ima afriški filozof edinstveno priložnost, da ponovno preveri številne predpostavke zahodnih filozofov tako, da jih podvrže zaslišanju na podlagi afriških jezikih. Recimo, da se je Afričan hipotetično rodil in odraščal na Kitajskem. Njegove misli in filozofija bodo prilagojene kulturi jezika. Ne samo, da bodo v tem jeziku naravno filozofirali, ampak bodo okoli njega tudi oblikovali svoje življenje. 
Wiredu je bil znan tudi po tem, da je nasprotoval etnofilozofskemu pristopu k afriški filozofiji, pri čemer je trdil, da imajo vse kulture svoja značilna ljudska prepričanja in poglede na svet, vendar jih je treba razlikovati od prakse filozofiranja. Ne gre za to, da "ljudska filozofija" ne more igrati vloge v resnični filozofiji; nasprotno, priznal je svoj dolg do zgodovine misli lastne (akanske) kulture. Namesto tega je trdil, da “prava filozofija zahteva uporabo kritične analize in stroge argumentacije za takšno mišljenje”. 
Ena od Wiredujevih najodmevnejših razprav se vrti okoli akanskega koncepta osebnosti. Po njegovem mnenju ta tradicionalni okvir gosti dvodelno pojmovanje osebe. Prva in najbolj intuitivna za zahodno pojmovanje oseb je ontološka razsežnost. To vključuje tudi posameznikovo biološko konstitucijo. Dalje Wiredu navaja, da druga razsežnost, normativno pojmovanje osebnosti, temelji na zmožnosti svobodne volje. “Sposobnost svobodne volje je odvisna od etičnih premislekov. Lahko rečemo, da ima človek svobodno voljo, če visoko spoštuje etične odgovornosti. Človek se ne rodi kot oseba, ampak to postane skozi dogodke in izkušnje, ki ga vodijo k etičnemu delovanju. To se razlikuje od zahodnega pojmovanja osebnosti v tem, da se ljudje, v tradicionalni akanski misli, ne rodijo kot bitja z voljo. Wiredu je tudi prepričan, da afriška tradicija ni "zgolj teoretična, saj je pokazal, kako je mogoče nekatere vidike afriške politične misli uporabiti pri praktičnem reševanju nekaterih najbolj aktualnih afriških problemov."
Wiredu je s svojim delom razsvetlil številne ljudi o filozofiji in religiji Afrike. V številnih svojih delih ni le povzel in opisal njihovih prepričanj, temveč je tudi izpodbijal predsodke tujcev o afriških verovanjih. Želel je osvetliti in razumeti njihove sisteme prepričanj in tisto, kar verjamejo, da je resnično in fizično. Svoje misli in ideje je izrazil v knjigi The Routledge Companion to Philosophy of Religion on African Religions.   

###### Članki
- "Democracy and Consensus in African Traditional Politics", Polylog.
- "An Oral Philosophy of Personhood: Comments on Philosophy and Orality"
- "Toward Decolonizing African Philosophy and Religion", African Studies Quarterly, Volume 1, Issue 4, 1998.